# I. Zivilsenat des Reichsgerichts
Der I. Zivilsenat des Reichsgerichts war ein Spruchkörper des Reichsgerichts. Es handelte sich um einen von insgesamt fünf bis neun Senaten, die sich mit Zivilsachen befassten.

## Geschichte
Der Senat bestand von 1879 bis 1945. Der Senat war „der erpobte [] Hüter der Traditionen des Reichsoberhandelsgerichts“.

## Geschäftsverteilung 1900
„Dem I. Zivilsenat sind zugewiesen:
1. Sofern es sich um Anwendung des vom Jahre 1900 ab geltenden neuen Gesetze handelt, aus dem ganzen Reiche, andernfalls mit Ausnahme der unter II. Ziff. 3 bezeichneten Bezirke, die Rechtsstreitigkeiten über:
a) Firmenrecht (n. HGB §§ 17 -37) und Erwerb eines Handelsgeschäfts mit kaufmännischer Firma (GVG § 101 Ziff. 3 d) sowie auch aus § 50 des Bankgesetzes vom 14. März 1875,
b) innere Verhältnisse von Handelsgesellschaften und stillen Gesellschaften (n. HGB §§ 105ff..) sowie auch von Gesellschaften mit beschränkter Haftpflicht (Reichsgesetz vom 20. April 1892), von Genossenschaften (Reichsgesetz vom 1. Mai 1889), und von Vereinigungen zu einzelnen Handelsgeschäften nach Art. 266-270 des alten Handelsgesetzbuchs,
c) vertragliche Ansprüche von und gegen Handelsagenten (n. HGB §§ 84ff.), Handelsmakler (n. HGB §§ 93ff.), Handelsbedienstete (n. HGB §§ 59ff.) und Gewerbebedienstete (GewO §§ 105ff.), "(1904 abgegeben 3. Zivilsenat)"
d) Ansprüche aus Kauf und Tausch von Wertpapieren sowie auch auf Grund des Börsengesetzes vom 22. Juni I896 (§§ 43 -69) und des Depotgesetzes vom 5. Juli 1896 (§§3-6), ferner aus Kontokorrenten (n. HGB § 355), e) Ansprüche aus Kommissions-, Speditions-, Lager- und Frachtgeschäften (n. HGB §§ 383-473)). „(1904 abgegeben mit Ausnahme der Wertpapiere an 7. Zivilsenat)“
2, Alle Wechselsachen und Rechtsstreitigkeiten über kaufmännische Anweisungen (HGB §§ 363), jedoch, sofern es sich um Ansprüche aus der Zeit vor dem Jahre 1900 handelt, mit Ausnahme der unter II. Ziff. 3 bezeichneten Bezirke.
3. Alle Seesachen (n. HGB §§ 474ff. nebst Seemannsordnung vom 27. Dez. 1872 und § 44 der Strandungsordnung vom 17. Mai 1874) sowie auch alle Streitigkeiten aus den Reichsgesetzen (vom 15. Juni 1895) über Binnenschiffahrt und Flößerei nebst Streitigkeiten über Versicherungen, einschließlich von Rückversicherungen, wegen Wasser- (See- oder Fluss-) Transports, allein oder in Verbindung mit Landtransport.
4. Alle Rechtsstreitigkeiten über Urheberrecht (Reichsgesetz vom 11. Juni 1870, vom 9. und 10. Jan. 1876) und Berner Konvention von 1886, Musterschutz (Reichsgesetze vom 11. Jan. 1876 und 1. Juni 1891) und Patentrecht (Reichsgesetz vom 7. April 1891 § 33 u. 38) sowie auch, sofern das vom Jahre 1900 ab geltende Recht anwendbar ist, über Verlagserträge, Patentkäufe und Patent-Lizenzverträge.
5. Aus den Oberlandesgerichtsbezirken Berlin, Königsberg, Marienwerder und Stettin (mit Ausnahme des Landgerichtsbezirks Greifswald), ferner Hamburg (mit Ausnahme des Fürstentums Lübeck) sowie aus den Konsularbezirken, außerdem, sofern es sich nicht um Anwendung des vom Jahre 1900 ab geltenden Rechts handelt, die Rechtsstreitigkeiten über Ansprüche aus Kauf und Tausch von beweglichen Sachen und Forderungen.
6. Für das ganze Reich die Entscheidung in Fällen des § 28 des Reichsgesetzes über freiwillige Gerichtsbarkeit, sofern es sich um Führung der Handelsregister, sonstige Befugnisse der Registerrichter oder Dispachen handelt.“
Übernommen 1904 vom 3. Zivilsenat:
„c) Gesellschaftsverhältnisse (BGB §§ 705 ff.) und Gemeinschaften (BGB §§ 741 ff.) mit Ausnahme der unter I 1 b bezeichneten Sachen,“

## Besetzung
Farblegende:
- Ruhestand vor dem 1. Juli 1919
- Ruhestand vor dem 1. Oktober 1934
- Ruhestand nach dem 1. Oktober 1934
- Richter nach 1946 (soweit bekannt)

### Senatspräsidenten
| Nr. | Name                             | Ernennung          | Senatsaustritt     | Ehrungen                                                   |                             |
| --- | -------------------------------- | ------------------ | ------------------ | ---------------------------------------------------------- | --------------------------- |
| 1   | August Drechsler (1821–1897)     | 1. Oktober 1879    | 10. August 1897    | 1894 Wirklicher Geheimer Rat                               | Verstorben                  |
| 2   | Albert Bolze (1834–1912)         | 1. Dezember 1897   | 16. September 1906 |                                                            | Ruhestand                   |
| 3   | Hugo Planck (1846–1922)          | 16. September 1906 | 1. Oktober 1922    | 1916 Wirklicher Geheimer Rat                               | Ruhestand                   |
| 4   | Walter Simons (1861–1937)        | 16. Oktober 1922   | 23. April 1926     |                                                            | Übertritt zum 3. Strafsenat |
| 5   | Julius Franz Kathlun (1865–1942) | 19. April 1926     | 1. April 1934      |                                                            | Ruhestand                   |
| 6   | Franz Triebel (1869–1942)        | 1. April 1934      | 1. Januar 1937     |                                                            | Ruhestand                   |
| 7   | Fritz Lindenmaier (1881–1960)    | 1. Januar 1937     | 1945               | Kommissarischer Vorsitzender des I. ZS des BGH (1950–1953) |                             |

### Reichsgerichtsräte des I. Zivilsenats
| Nr. | Name                                                   | Senatseintritt                                                           | Senatsaustritt                    |                                                                  |  |
| --- | ------------------------------------------------------ | ------------------------------------------------------------------------ | --------------------------------- | ---------------------------------------------------------------- |  |
| 1   | Friedrich von Hahn (1823–1897)                         | 1. Oktober 1879                                                          | 1. Oktober 1891                   | Ernennung zum Senatspräsidenten des 6. Zivilsenats               |  |
| 2   | Friedrich Moritz Hoffmann (1818–1882)                  | 1. Oktober 1879                                                          | 1. Februar 1880                   | Übertritt zum 3. Hilfssenat                                      |  |
| 3   | Jeremias Theodor Boisselier (1826–1912)                | 1. Oktober 1879                                                          | 1. Juni 1896                      | Ruhestand                                                        |  |
| 4   | Rudolf Schlesinger (1831–1912)                         | 1. Oktober 1879                                                          | 1. Mai 1886                       | Übertritt zum 6. Zivilsenat                                      |  |
| 5   | Heinrich Wiener (1834–1897)                            | 1. Oktober 1879                                                          | 1. Oktober 1891                   | Übertritt zum 5. Zivilsenat                                      |  |
| 6   | Hermann Gustav Ludwig Theodor Krüger (1825–1903)       | 1. Oktober 1879                                                          | 1. Februar 1880                   | Übertritt zum 2. Hilfssenat                                      |  |
| 7   | Konrad Robert Rüger (1829–1899)                        | 1. Oktober 1879                                                          | 1. Januar 1880                    | Übertritt zum 2. Zivilsenat                                      |  |
| 8   | Baum Hambrook (1818–1897)                              | 1. Oktober 1879                                                          | 1. Juli 1890                      | Ruhestand                                                        |  |
| 9   | Lorenz Hauser (1828–1882)                              | 1. Oktober 1879                                                          | 1. Januar 1880                    | Übertritt zum 2. Zivilsenat                                      |  |
| 10  | Friedrich Gallenkamp (1818–)                           | 1. Oktober 1880                                                          | 1. Januar 1889                    | Ruhestand                                                        |  |
| 11  | Viktor von Meibom (1821–1892)                          | 1. Oktober 1880                                                          | 1. Januar 1887                    | Ruhestand                                                        |  |
| 12  | Friedrich Wilhelm Albert Bolze (1834–1912)             | 1. März 1881                                                             | 1. Dezember 1897                  | Ernennung zum Senatspräsidenten                                  |  |
| 13  | Wilhelm Maßmann (1837–1916)                            | 1. Januar 1883                                                           | 1. April 1884                     | Übertritt zum 3. Zivilsenat                                      |  |
| 14  | Jakob Friedrich Behrend (1833–1907)                    | 1. Juli 1887                                                             | 1. Oktober 1900                   | Ruhestand                                                        |  |
| 15  | Hugo Rehbein (1833–1907)                               | 1. Januar 1889                                                           | 1. Oktober 1907                   | Ruhestand                                                        |  |
| 16  | Paul Stolterfoth (1837–1894)                           | 1. Januar 1889                                                           | 17. Dezember 1894                 | Verstorben                                                       |  |
| 17  | Karl Heinrich Dreyer (1830–1900)                       | 1. Oktober 1891                                                          | 1. Oktober 1896                   | Ruhestand                                                        |  |
| 18  | Heinrich Winchenbach (1837–1929)                       | 1. Oktober 1891                                                          | 1. Juli 1902                      | Übertritt zum 6. Zivilsenat                                      |  |
| 19  | Karl Jeß (1843–1925)                                   | 1. April 1895                                                            | 1. Juli 1907                      | Ernennung zum Senatspräsidenten des 5. Zivilsenats               |  |
| 20  | Hugo Planck (1846–1922)                                | 1. Oktober 1896                                                          | 1. Mai 1899                       | Übertritt zum 7. Zivilsenat                                      |  |
| 21  | Diedrich Lahusen (1852–1927)                           | 1. Dezember 1897                                                         | 1. Juni 1900                      | Ruhestand                                                        |  |
| 22  | Georg Wilhelm Hofmann (1846–1923)                      | 1. Mai 1899                                                              | 1. November 1913                  | Ruhestand                                                        |  |
| 23  | Alfred Hagens (1856–1934)                              | 1. Juni 1900                                                             | 1. Februar 1919                   | Übertritt zum 2. Zivilsenat                                      |  |
| 24  | Anton Adolf Christoph Sprecher von Bernegg (1849–1915) | 1. Oktober 1900                                                          | 1. Oktober 1911                   | Ruhestand                                                        |  |
| 25  | Adelbert Düringer (1855–1924)                          | 1. Juli 1902                                                             | 16. Oktober 1915                  | Austritt aus dem Reichsgericht                                   |  |
| 26  | Heinrich Adolf Berendes (1848–1932)                    | 1. Januar 1904 bzw. 16. November 1905                                    | 4. April 1905 bzw. 1. Januar 1920 | Übertritt zum 7. Zivilsenat bzw. Ruhestand                       |  |
| 27  | Heinrich Eduard Burlage (1857–1921)                    | 1. Juni 1907                                                             | 19. August 1921                   | Verstorben                                                       |  |
| 28  | Richard Mansfeld (1865–1943)                           | 1. Juni 1906                                                             | 1. November 1911                  | Übertritt zum 2. Zivilsenat                                      |  |
| 29  | Erich Brodmann (1855–1940)                             | 1. November 1911 (seit 16. September 1910 Hilfsrichter)                  | 1. Januar 1915                    | Übertritt zum 2. Zivilsenat                                      |  |
| 30  | Wilhelm Meyer (1860–1931)                              | 1. Oktober 1912 (seit 1. Oktober 1911 Hilfsrichter)                      | 1. Juni 1924                      | Übertritt zum 2. Zivilsenat                                      |  |
| 31  | Paul Viereck (1860–1915)                               | 1. Juli 1912                                                             | 24. August 1915                   | Verstorben                                                       |  |
| 32  | Franz Kathlun (1865–1942)                              | 5. April 1914 (seit 16. September 1912 Hilfsrichter)                     | 19. April 1926                    | Ernennung zum Senatspräsidenten                                  |  |
| 33  | Friedrich Philippi (1859–1938)                         | 9. November 1912                                                         | 1. Januar 1914                    | Übertritt zum 2. Zivilsenat                                      |  |
| 34  | Felix Czolbe (1863-)                                   | 16. Oktober 1915 (Hilfsrichter vom 9. November 1912 bis 1. Oktober 1913) | 4. Dezember 1916                  | Übertritt zum 3. Zivilsenat                                      |  |
| 35  | Karl Gunkel (1864–1940)                                | 1. April 1914 (Hilfsrichter seit 1. Januar 1914)                         | 1. Juni 1924                      | Übertritt zum 2. Zivilsenat                                      |  |
| 36  | Heinrich August Walter Staffel (1861-)                 | 1. Januar 1915                                                           | 1. Oktober 1915                   | Übertritt zum 3. Zivilsenat                                      |  |
| 37  | Eduard Pietzcker (1862-)                               | 24. September 1917; auch 4. Zivilsenat                                   | 15. Juni 1928                     | Ruhestand                                                        |  |
| 38  | Josef Max Reichert (1865-)                             | 7. Januar 1919; auch 5. Strafsenat                                       | 15. Juni 1926                     | Übertritt zum 3. Strafsenat; (1922–29 Richterbundesvorsitzender) |  |
| 39  | Ludwig Nieland (1867-)                                 | 1. Februar 1919                                                          | 1935                              |                                                                  |  |
| 40  | Peter Clasen (1866-)                                   | 1. Februar 1919; auch 3. Strafsenat; ab 1. Oktober 1919 6. Zivilsenat    | 1. Januar 1920                    | Übertritt zum 5. Zivilsenat                                      |  |
| 41  | Otto Loerbroks (1870-)                                 | 1. Januar 1920                                                           | 1. April 1922                     | Ruhestand                                                        |  |
| 42  | Karl Hüfner (1864–1949)                                | 15. Mai 1922                                                             | 15. April 1923                    | Übertritt zum Übertritt in erstinst. Strafsenat                  |  |
| 43  | Franz Triebel (1869–1942)                              | 1. Oktober 1922                                                          | 1. April 1934                     | Ernennung zum Senatspräsidenten                                  |  |
| 44  | Bernhard Ehrlich (1872-)                               | 15. Juli 1923                                                            | 1. Januar 1927                    | Übertritt zum 6. Zivilsenat und 5. Strafsenat                    |  |
| 45  | Georg Müller (1868–1945)                               | 1. Juni 1924                                                             | 1. Januar 1937                    | Ruhestand                                                        |  |
| 46  | Heinrich Krauße (1871–1934)                            | 3. Juni 1924                                                             | 8. August 1934                    | Verstorben                                                       |  |
| 47  | Hans Conze (1879–1942)                                 | 1. Februar 1926; zugleich RepSchStGH                                     | 1937                              | Übertritt zum 6. Zivilsenat                                      |  |
| 48  | Fritz Lindenmaier (1881–1960)                          | 21. April 1926                                                           | 1. Januar 1937                    | Ernennung zum Senatspräsidenten                                  |  |
| 49  | Wilhelm Gadow (1875–1945)                              | 1. Januar 1927                                                           | 15. Juni 1926                     | Übertritt zum 6. Zivilsenat                                      |  |
| 50  | Heinrich Delius (1877–1947)                            | 22. Juni 1928                                                            | 1942                              | Übertritt zum 6. Zivilsenat                                      |  |
| 51  | Werner Pinzger (1878–1939)                             | 1933                                                                     | 1939                              | Verstorben                                                       |  |
| 52  | Martin Heidenhain (1880–1954)                          | 1935                                                                     | 1942                              | später Richter am BGH                                            |  |
| 53  | Robert Siller (1881-)                                  | (Mai 1935 Hilfsrichter) 1936                                             | 1942                              | Ruhestand                                                        |  |
| 54  | Hermann Weinkauff (1894–1981)                          | 1. März 1937 (Hilfsrichter seit dem 1. Dezember 1936)                    | 1945                              | erster Präsident des BGH                                         |  |
| 55  | Walter Tölke (1883-)                                   | 22. Februar 1937                                                         | 1945                              | 1945/46–51 Senatspräsident OLG Gera                              |  |
| 56  | Leo Brandenburg (1895–1946)                            | 16. März 1937                                                            | 1945                              |                                                                  |  |
| 57  | Edmund Friedrich Bryde (1896–1945)                     | 3. Dezember 1937                                                         | 1940                              | Übertritt zum 6. Zivilsenat                                      |  |
| 58  | Dr. Johannes Dinter (1894–1946)                        | 1. Dezember 1940 (1. April 1939 Hilfsrichter)                            | 1945                              |                                                                  |  |
| 59  | Hans Segelken (1897–1982)                              | 1. Juni 1944                                                             | April 1945                        |                                                                  |  |
| 60  | Dr. Hans Elten (1887–)                                 | 1. Juli 1943 (seit August 1942 Hilfsrichter)                             | 1945                              |                                                                  |  |
| 61  | Dr. Günther Löhmann (1886–1972)                        | 1. Juli 1944                                                             | 1945                              | Zugleich Richter am Volksgerichtshof und am Sondergericht        |  |